# Uchkoʻprik
Uchkoʻprik ist ein Dorf (qishloq) in der usbekischen Viloyat Fargʻona im Ferghanatal und Hauptort des gleichnamigen Bezirks.
Der Ort liegt etwa 35 km nordwestlich der Viloyathauptstadt Fargʻona und etwa 10 km östlich der bezirksfreien Stadt Qoʻqon an der A-373.
Gemäß der Bevölkerungszählung 1989 hatte Uchkoʻprik 4277 Einwohner, einer Berechnung für 2014 zufolge betrug die Einwohnerzahl 36.500.